# Richard Nemec
Richard Nemec est un joueur de volley-ball slovaque né le 3 mai 1972 à Bratislava. Il mesure 2,02 m et joue central.

## Clubs
| Club                | Pays      | De        | À         |
| ------------------- | --------- | --------- | --------- |
| VKP Bratislava      | Slovaquie | 1990-1991 | 1996-1997 |
| VfB Friedrichshafen | Allemagne | 1997-1998 | 1997-1998 |
| Ravenne             | Italie    | 1998-1999 | 1999-2000 |
| Iraklis Salonique   | Grèce     | 2000-2001 | 2000-2001 |
| Sisley Trévise      | Italie    | 2001-2002 | 2003-2004 |
| Inactif             | ———       | 2004-2005 | 2004-2005 |
| Cagliari            | Italie    | 2005-2006 | …         |

## Palmarès
- Championnat d'Italie : 2003, 2004
- Championnat d'Allemagne : 1998
- Championnat de Slovaquie : 1993, 1994, 1995, 1996, 1997
- Coupe d'Italie : 2004
- Coupe d'Allemagne : 1998
- Supercoupe d'Italie : 2001
- Coupe de la CEV : 2003